# Théâtre Lessia-Oukraïnka
Le théâtre national académique Lessia-Oukraïnka (en ukrainien : Національний академічний драматичний театр імені Лесі Українки), est un théâtre dramatique ukrainien situé à Kiev en Ukraine. Créé en 1926, le théâtre produit des représentations dramatiques russes et ukrainiennes dont les pièces de Fiodor Dostoïevski et Mikhaïl Boulgakov.

## Histoire

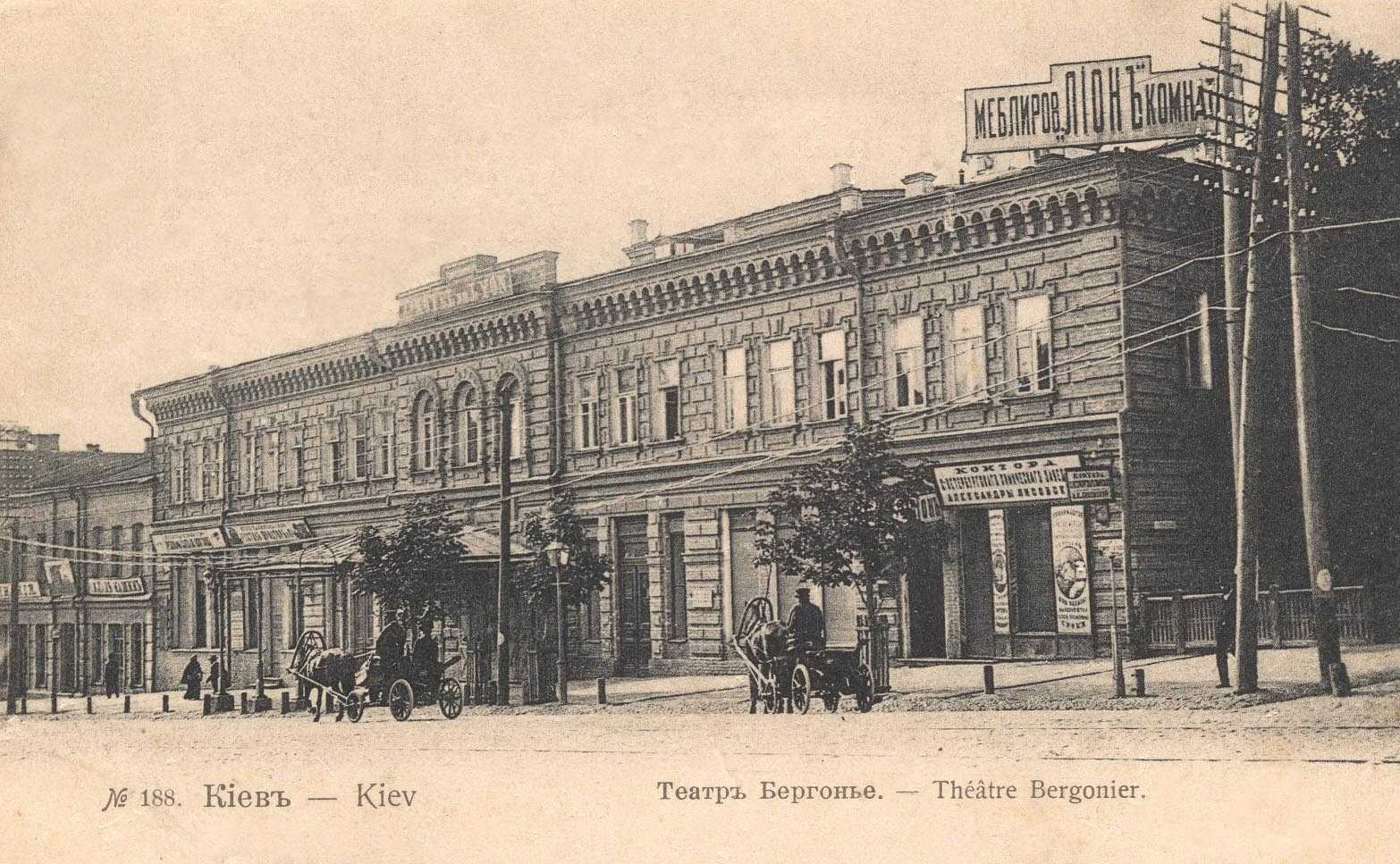
Le théâtre Bergonier en 1910.

Le bâtiment initial est construit en 1875 par l'architecte Vladimir Nikolaïev pour abriter un cirque. L'ensemble est agrandi en 1878. Les chambres de l'hôtel Lion sont installées au premier étage, alors que le rez-de-chaussée accueille une salle de spectacle. Cela devient le théâtre Bergonier du nom du propriétaire des lieux, l'entrepreneur français Auguste Bergonier. De 1891 à 1898, la troupe de théâtre dramatique Nikolaï Solovtsov (ru) s'y installe. En 1896, le théâtre accueille sa première projection cinématographique. 
La troupe actuelle occupe les lieux depuis 1929 et le théâtre est renommé en 1941 en hommage à Lessia Oukraïnka. En 1946, il reçoit l'ordre du Drapeau rouge du Travail et en 1966, la nomination de théâtre académique.

## Personnalités
- Aleksey Gorbounov.
- Sergueï Makovetski.
- Konstantin Khokhlov (directeur 1938-1954)
- Kirill Lavrov.
- Oleg Borissov.
- Malvina Chvidler.
- Constantin Erchov.